# Longares
Longares – gmina w Hiszpanii, w prowincji Saragossa, w Aragonii, o powierzchni 45,96 km². W 2011 roku gmina liczyła 895 mieszkańców.